# سیمون بالدری
سیمون بالدری (انگلیسی: Simon Baldry؛ زادهٔ ۱۲ فوریهٔ ۱۹۷۶) بازیکن فوتبال اهل بریتانیا است.
از باشگاه‌هایی که در آن بازی کرده‌است می‌توان به باشگاه فوتبال برافورد پارک آونیو، باشگاه فوتبال اوست تاون، باشگاه فوتبال بری، باشگاه فوتبال هادرزفیلد تاون، باشگاه فوتبال نوتس کانتی، و باشگاه فوتبال گایزلی اشاره کرد.